# طائرة المال (فلم)
طائرة المال (بالإنجليزية: Money Plane) هو فيلم أكشن أمريكي 2020 بطولة آدم كوبلاند وكيلسي جرامر وتوماس جين ودينيس ريتشاردز، من إخراج أندرو لورانس في أول ظهور له في الإخراج، تم إصدار الفيلم للفيديو عند الطلب video-on-demand (الأنظمة التي تسمح للمستخدمين إختيار الفيلم ومشاهدته عند الطلب) في 10 يوليو 2020.

## طاقم التمثيل
آدم كوبلاند: في دور جاك ريس
كيلسي جرامر: في دور داريوس إيمانويل جروش الثالث (المعروف أيضًا باسم «الدمدمة»)
توماس جين: في دور هاري جرير
دينيس ريتشاردز: في دور سارة بيترز
كاترينا نورمان: في دور إيزابيلا فولتيتش
باتريك لامونت جونيور: في دور تري بيترسون
جوي لورانس: في دور الكونسيرج
ماثيو لورانس: في دور كاوبوي

## أحداث الفيلم
جاك ريس (آدم كوبلاند) هو لص محترف غارق في الديون، يبدأ الفيلم بعملية سطو منظمة على مبنى تحت حراسة مشددة للإستيلاء على لوحة فنية يقدر ثمنها بالملايين، وعند وصولهم للغرفة المقصودة لا يجدوا اللوحة المطلوبة. يذهب جاك لمقابلة  داريوس إيمانويل (كيلسي جرامر) زعيم المنظمة التي يعمل جاك لصالحها، حيث يقوم الزعيم بتوبيخه على فشله في إتمام مهمة سرقة اللوحة، ويذكره أنه قام بتسديد كل ديونه التي تراكمت عليه من المقامرة، ويعرض عليه تنفيذ عملية سطو جديدة، إذا نجح في تنفيذها يعفو عن كل ديونه القديمة، وتبدو العملية مستحيلة بالنسبة حيث أن الهدف هو «طائرة المال» (كازينو مستقبلي للقمار محمول جواً مليء بأخطر المجرمين في العالم السفلي)، ولا ينسى الزعيم داريوس تهديد جاك بقتل زوجته وإبنته الصغيرة إذا فشل في سرقة خزينة «طائرة المال». يعرض جاك على فريقه العملية المستحيلة، ويوزع الأدوار عليهم، حيث يقوم هو بدور تاجر رقيق وعلى متن الطائرة وأثناء محاولته الوصول لمكان خزينة الطائرة يكتشف عن طريق صديق عمره الذي تركه لحراسة زوجته وإبنته، أن الزعيم داريوس قد تلاعب به وإن اللوحة التي كان مقصود سرقتها لم تكن موجودة في مكان السطو، وأنه هو وفريقه كانوا ضحية مؤامرة للضغط عليهم لتنفيذ عملية مستحيلة. يتخلص جاك من الأموال ويلقيها من الطائرة ويهبط هو وفريقه بالمظلات لتصفية حسابه مع الزعيم داريوس والإستيلاء على اللوحة لصالح فريقه، ويواصل هو وأسرته حياة هادئة.

## الإنتاج
القصة مستوحاة من أفلام السطو مثل "أوشن 11 "، وأفلام الطائرات مثل "كون آير"، إقترح المخرج لورانس فيلمًا لكازينو الطائرة، وافق سويتزر وكوني على تمويله بعد أن كتب لورانس السيناريو. بدأ التصوير الرئيسي في أكتوبر 2019، واستمر حتى أواخر ديسمبر. فشل التصوير في رومانيا وتورنتو كما كان مخطط له، وإنتقل الإنتاج إلى باتون روج. تطلبت الميزانية المنخفضة للمشروع والجدول الزمني السريع من المخرج لورانس الإرتجال وتعديل التصوير بناءً على المواقع والإمكانيات المتاحة حيث قال: "كنا حرفياً نبني مجموعة الطائرة أثناء التصوير... إخترنا أركان المجموعة التي تم بناؤها، وقمنا بالتصوير في تلك الزوايا، وكان علينا القيام بذلك طوال الوقت.

## إستقبال الفيلم
حصل الفيلم على إستقبالً حرجًا سلبيًا بشكل عام، إعتبارًا من 8 أغسطس 2020، حصل الفيلم على تقييم بنسبة 25 ٪ من خلال موقع "الطماطم الفاسدة"، بناءً على إثني عشر تعليق للنقاد. وصفت صحيفة "ديلي بيست " (موقع أخبار ورأي أمريكي)، الفيلم بأنه "أغبى فيلم لعام 2020. منح موقع "اكشن إيليت" (موقع يغطي أفلام الأكشن القديمة والجديدة)   الفيلم 2.5 نجمة من أصل 5 ووصفه بأنه "الفيلم الذي من المحتمل أن يُنسى في غضون أسابيع". كتب موقع "ديسايدر" (أول موقع ترفيه وثقافة تم إنشاؤه للوصول لأفضل محتوى متدفق بالإنترنت)، أن الفيلم كان "أفضل وأسوأ ما يمكن أن تكون عليه تجربة الفيلم السيئة".

## وصلات خارجية
https://www.imdb.com/title/tt7286966/ طائرة المال (فلم)